# Galeandra santarena
Galeandra santarena är en orkidéart som beskrevs av S.H.N.Monteiro och J.B.F.Silva. Galeandra santarena ingår i släktet Galeandra och familjen orkidéer. Inga underarter finns listade i Catalogue of Life.